# Leroy Merlin
Leroy Merlin este un lanț de magazine cu produse de bricolaj, materiale de construcție si grădină din Franța și deține în total peste 350 de magazine. Leroy Merlin este parte a grupului Adeo, controlat de familia franceză Mulliez, care mai deține și hipermarketurile Auchan, și diverse magazine precum Decathlon, Norauto, Pimkie și Kiabi.
În toamna anului 2011, Leroy Merlin a deschis primul magazin din România pe Șoseaua Chitilei din nordul Bucureștiului.
În iulie 2014, Leroy Merlin a ajuns la un acord pentru preluarea rețelei locale a grupului austriac Baumax.
În 2018, este prezent în Europa (Franța, Spania, Portugalia, Italia, Grecia, România, Polonia, Ucraina, Rusia), China, Africa de Sud și Brazilia.